# Béla Guttmann
Béla Guttmann (Boedapest, 27 januari 1899 – Wenen, 28 augustus 1981) was een Hongaars voetballer en voetbaltrainer.
Guttmann was van Joodse afkomst. als voetballer was hij actief bij MTK Boedapest, Hakoah Wien, het Hongaarse nationale elftal en een aantal clubs in de Verenigde Staten. Hij kreeg echter pas grote bekendheid als trainer van AC Milan, São Paulo, FC Porto, SL Benfica en CA Peñarol.

## Vloek van Guttmann
Zijn grootste succes was het tweemaal achter elkaar winnen van de Europacup I in 1961 en 1962 met SL Benfica. Guttmann vroeg hierop om loonsverhoging, maar vertrok bij de club toen hij deze loonsverhoging niet kreeg. Hij sprak hierbij de woorden: 
Zonder mij zal Benfica in geen honderd jaar een Europese finale winnen.— 
 Sindsdien verloor SL Benfica vijf Europacup I-finales, een finale van de UEFA Cup en twee UEFA Europa League-finales. In de loop der jaren doopten de media deze serie van nederlagen tot de Vloek van Guttmann.

## Erelijst
Als speler
 MTK Boedapest
- Nemzeti Bajnokság: 1919/20, 1920/21

 Hakoah Wien
- Nationalliga: 1924/25

 New York Hakoah
- National Challenge Cup: 1929

Als trainer
 Újpest FC/Újpesti TE
- Nemzeti Bajnokság: 1938/39, 1946/47
- Mitropacup: 1939

 São Paulo
- Campeonato Paulista: 1957

 FC Porto
- Primeira Divisão: 1958/59

 SL Benfica
- Europacup I: 1960/61, 1961/62
- Primeira Divisão: 1959/60, 1960/61
- Taça de Portugal: 1961/62

 CA Peñarol
- Primera División: 1962

 Panathinaikos
- Beker van Griekenland: 1966/67

Individueel
- World Soccer Grootste trainer aller tijden: plek negen in 2013
- ESPN Grootste trainer aller tijden: plek zestien in 2013
- France Football Grootste trainer aller tijden: plek twintig in 2019
- Deutsche Presse-Agentur Grootste Oost-Europese trainer aller tijden: plek drie in 1999